# Бхаи Даяла
Бхаи Даяла (в.-пандж. ਭਾਈ ਦਿਆਲਾ ਜੀ; ум. 10 ноября 1675, Дели) — один из первых мучеников сикхизма.

## Биография
Был одним из близких друзей Тегха Бахадура, девятого Гуру сикхов. Когда у Бахадура в 1666 году родился сын Гобинд, именно Бхаи Даяла послал новость с рождением сына, а затем помогал заботиться о его сыне.
Летом 1675 года сопровождал Бахадура вместе с Бхаи Мати Дасом и Бхаи Сати Дасом ко двору падишаха Аурангзеба, который отличался крайней нетерпимостью к индуистам. По приказу Аурангзеба они были арестованы и отправлены в тюрьму, где Бахадура держали в цепях, вынуждая отречься от своей веры и перейти в ислам.
Чтобы подавить волю Бахадура, Аурангзеб приказал казнить его сподвижников на глазах учителя. Бхаи Даяла был казнён через сварение заживо при большом скоплении народа.